# Fern Hobbs
Pour les articles homonymes, voir Hobbs.
Fern Hobbs, née le 8 mai 1883 et morte le 10 avril 1964, est une avocate américaine de l'État de l'Oregon et directrice de cabinet du gouverneur de l'Oregon, Oswald West (en). Elle se distingue par son ambition et ses nombreuses réalisations en tant que jeune femme, et devient la femme la mieux payée dans la fonction publique américaine au milieu de la vingtaine.
Hobbs fait la une des journaux internationaux lorsque le gouverneur West l'envoie instaurer la loi martiale dans la petite ville de Copperfield (en), dans l'est de l'Oregon (en). Cet événement est considéré comme un coup stratégique pour West, qui établit l'autorité de l'État sur une communauté rurale isolée et consolide sa réputation de partisan de la prohibition.
Elle travaille ensuite pour la Croix-Rouge américaine en Europe et pour le journal The Oregon Journal (en). Elle meurt à Portland en 1964.

## Enfance et carrière dans le service public
Elle naît le 8 mai 1883 à Bloomington (Nebraska), de John Alden Hobbs et Cora Bush Hobbs. Sa famille déménage à Salt Lake City, dans l'Utah, lorsqu'elle a six ans ; elle y vit pendant douze ans et termine ses études secondaires. Son père connaît ensuite des difficultés financières et elle déménage dans l'Oregon, où elle s'installe à Hillsboro. Elle y scolarise son frère et sa sœur cadets, tout en étudiant la sténographie et en travaillant pour gagner sa vie, d'abord comme gouvernante dans une maison de Portland.
Elle devient rapidement la secrétaire particulière du président de la Title Guarantee and Trust Company. La banque, qui détenait de nombreux actifs de l'Oregon Common School Fund (en), fait faillite pendant la période où Hobbs y travaille. Ben Olcott (en), nommé par le gouverneur Chamberlain pour représenter l'État dans le cadre de l'enquête sur les actifs de la banque, prend note de la grande loyauté de Hobbs envers son employeur.

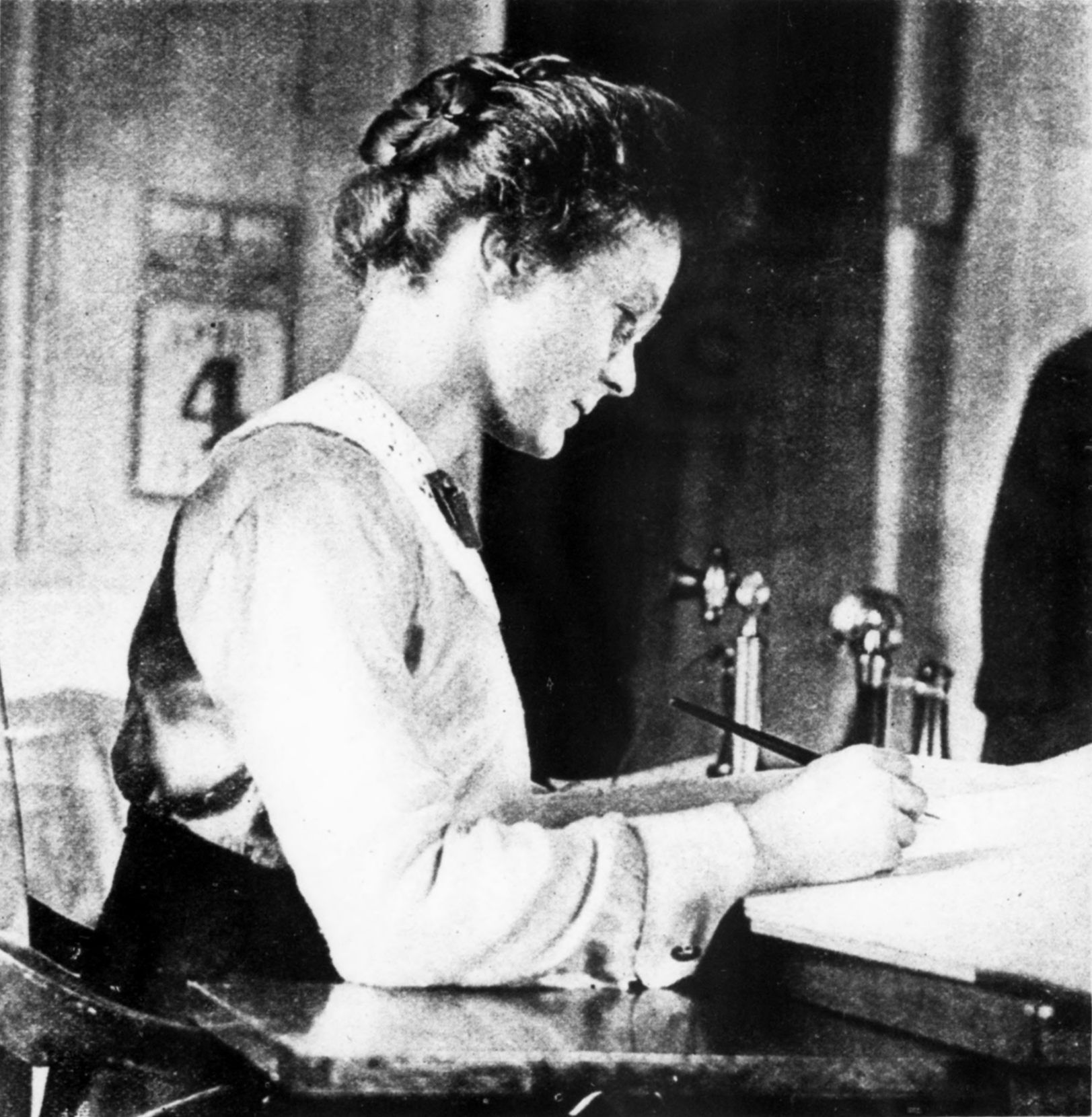
Fern Hobbs, avant son voyage à.

Après la faillite de la banque, Hobbs travaille comme gouvernante pour J. Wesley Ladd (frère de William S. Ladd (en)) à Portland, continue d'élever son jeune frère et sa jeune sœur, étudie la sténographie et le droit et travaille comme secrétaire. En 1913, Hobbs obtient une Bachelor of Laws à la Willamette University College of Law (en) et est admise au barreau de l'État de l'Oregon (en).
Olcott, qui dirige la campagne victorieuse d'Oswald West en 1910 pour devenir gouverneur de l'Oregon, recommande à ce dernier d'engager Hobbs comme sténographe privée. Elle est engagée et impressionne West au point qu'il l'engage comme secrétaire privée deux ans plus tard, faisant d'elle la première femme de l'Oregon nommée à un poste politique important après l'adoption de l'amendement sur l'égalité du suffrage dans l'Oregon (en). Cela fait aussi d'elle, à l'âge de 27 ans, la femme la mieux payée dans la fonction publique aux États-Unis, avec un salaire annuel de 3 000 dollars. Alors que West est un fervent partisan du suffrage féminin, Hobbs est citée comme s'opposant à cette politique au début de sa carrière. West l'envoie bientôt à Washington, D.C., pour représenter l'État dans diverses affaires foncières. Elle est la première femme à représenter les intérêts d'un gouverneur à Washington, et la presse locale de la capitale nationale s'étonne qu'une femme se voie confier une mission d'une telle gravité. Elle négocie avec succès avec les commissions du Congrès et le département de l'Intérieur des États-Unis pour démêler les questions de propriété concernant diverses parcelles de terre.

## La loi martiale à Copperfield
Le 2 janvier 1914, West ordonna à Hobbs de se rendre à Copperfield, dans l'Oregon, pour rétablir l'ordre public, avec un groupe de six miliciens dont le directeur de la prison d'État de l'Oregon (en), B.K. Lawson,. Copperfield, située autour de la rivière Snake dans le comté de Baker, s'est développée autour de projets de construction d'un tunnel ferroviaire et d'une centrale électrique. 1500 emplois dans la région proviennent du projet ferroviaire d'Edward Henry Harriman ou de l'installation de production d'électricité.
La ville a sombré dans l'anarchie avec un certain nombre de saloons, de maisons closes, de salles de danse et de jeux variés. La ville n'a pas d'agents chargés de faire respecter la loi et les fonctionnaires locaux deviennent des tenanciers de bar. Le gouverneur West a étendu les lois de prohibition, mais elles sont largement ignorées à Copperfield. Certains résidents locaux demandent de l'aide au gouvernement de l'État. Plus de la moitié des habitants de la ville signent une pétition adressée à West, alléguant que les saloons appartenant au maire et aux membres du conseil municipal vendent de l'alcool à des mineurs et restent ouverts plus tard que les heures affichées. Le gouverneur West réagit en ordonnant aux fonctionnaires du comté de rétablir l'ordre, de fermer les saloons et de forcer les dirigeants corrompus de la ville à démissionner au plus tard le 25 décembre 1913.
Les fonctionnaires du comté ne s'étant pas occupés du problème, West envoie Hobbs, espérant que la présence d'une femme empêcherait toute explosion de violence. Elle est envoyée avec la mission de rétablir l'ordre et d'appliquer la loi martiale si nécessaire. Alors que Hobbs se rendait dans l'est de l'Oregon, elle et le gouverneur West se montrent timides avec les journalistes sur la présence de la milice, suggérant que Hobbs pourrait agir seule.
Les tenanciers de saloon, qui n'ont appris que peu de temps avant son arrivée que Hobbs est accompagnée d'agents de la force publique, l'accueillent en habillant la ville de banderoles, de rubans bleus et roses et de fleurs. Une assemblée municipale est organisée à 14 h 30 le 3 janvier. Hobbs présente des lettres de démission préparées au nom des fonctionnaires de la ville, mais ceux-ci refusent de signer. Hobbs ordonne alors à Lawson de déclarer la loi martiale. C'est la première fois dans l'Oregon depuis la guerre de Sécession que la loi martiale est mise en vigueur.
Rapidement, la ville est désarmée, l'ordre est rétabli, le matériel de jeu et les armes sont confisqués et les saloons fermés. Hobbs laisse alors Lawson en charge et prend le train de 16 h pour quitter la ville le même jour. Les habitants ne résistent pas ouvertement à Hobbs ou à la milice, bien que presque tous soient armés et prêts à opposer une résistance non violente. Elle s'arrête au siège du comté de Baker City pour destituer officiellement les fonctionnaires de la ville devant un juge avant de retourner au capitole de l'État à Salem. La cour de circuit (en) du comté de Baker interdit rapidement à la milice de maintenir la ville sous la loi martiale ; le shérif Rand commence à rassembler un posse comitatus pour exécuter l'ordre de la cour. Le gouverneur West demande une audience, sollicitant la révocation temporaire de Rand, et désigne Hobbs pour représenter l'État en tant qu'avocate spéciale.

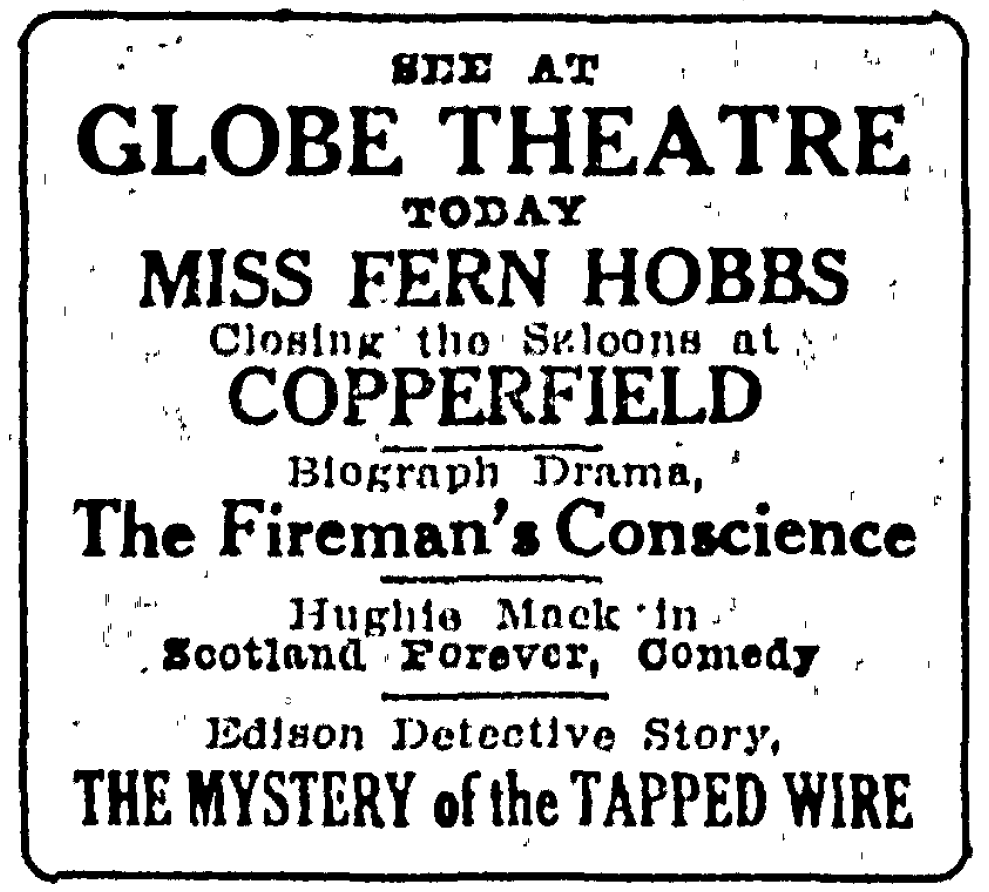
Annonce dans un journal pour une reconstitution théâtrale de l'affaire Copperfield, tirée du Oregon Journal, 28 janvier 2014.

Les actions du gouverneur sont ensuite contestées devant les tribunaux, Hobbs et West figurant parmi les défendeurs. Les tenanciers de saloon demandent à être rémunérés pour l'alcool qu'ils prétendent avoir été confisqué pendant la période de la loi martiale. La cour de circuit du comté de Baker détermine que les actions du gouverneur étaient dans les limites de ses pouvoirs, et la Cour suprême de l'Oregon (en) s'est finalement ralliée à cette décision,,.
Ces événements font de Hobbs la femme la plus célèbre de l'Oregon à l'époque. Hobbs fait également la une des journaux nationaux et internationaux pour ces événements,. L'écrivain Stewart Holbrook rapporte :

« In England, the Copperfield story escaped all bounds. One read that Miss Hobbs took off for the hellish place in command of a full battery of field artillery, plus machine gunners, in a special train; that she snapped commands to her troops and had them unlimber and train the heavy pieces on the doomed city., »

## Fin de carrière
Après l'affaire de Copperfield, Hobbs reste secrétaire du gouverneur West et se rend à Cove, dans le comté d'Union, en février 1914, également pour enquêter sur des plaintes concernant un saloon. Une élection locale a déclaré la ville « sèche », mais une élection du comté a déclaré l'ensemble du comté « humide ». Sur les conseils d'un juge, le maire de Cove déclare qu'il n'est pas en mesure de déterminer si le saloon est légal ou non, mais qu'il s'en remet aux souhaits du gouverneur. Hobbs n'ordonne pas la fermeture du saloon.
Bien que l'on ait spéculé dans tout le pays que Hobbs se présenterait au poste de gouverneur de l'Oregon,, elle n'a pas brigué ce poste.
Au début de l'année 1915, West nomme Hobbs à la commission des accidents du travail de l'Oregon en janvier 1915, juste avant la fin de son unique mandat de gouverneur. Le départ de Hobbs de ce poste plus tard dans l'année n'a pas été sans controverse ; elle a offert sa démission au Sénat de l'Oregon comme manœuvre de négociation, en échange de son soutien à un projet de loi litigieux sur l'indemnisation des accidents du travail. Les sénateurs ont supposé que sa lettre a été présentée en coordination avec l'ex-gouverneur, dans le but d'embarrasser le Sénat. Par la suite, le corps législatif adopte une loi autorisant les responsables nommés (comme le gouverneur) à révoquer des fonctionnaires nommés. Le gouverneur de l'époque, James Withycombe (en), accepte la démission de Hobbs. À l'époque, elle regrette de ne pas avoir terminé son mandat et annonce son intention de retourner à Portland.

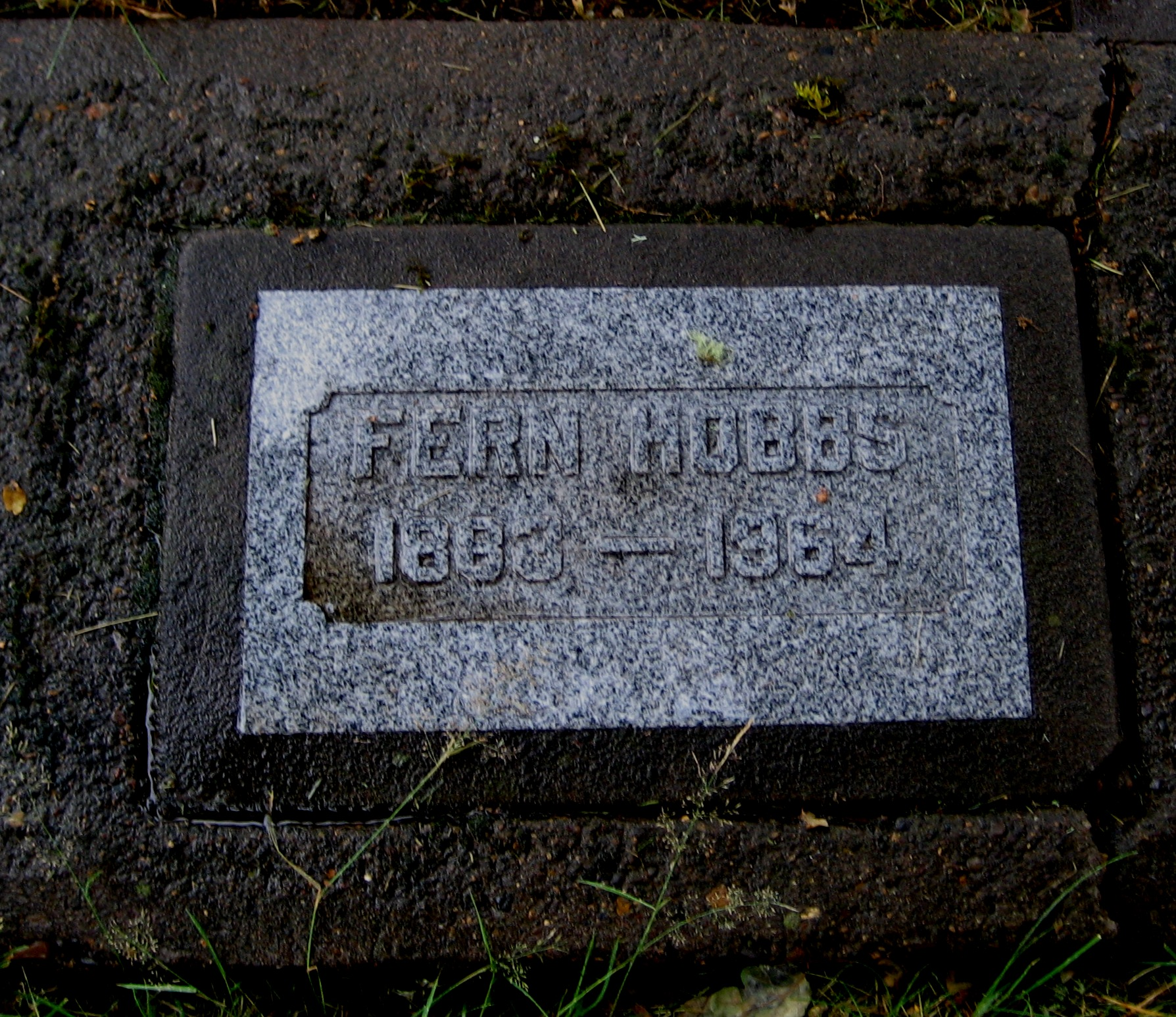
Sépulture au cimetière des pionniers de Hillsboro.

De retour à Portland, Hobbs pratique le droit. Les groupes de défense des droits des femmes la présentent comme candidate au poste de gouverneur, mais elle ne se présente jamais. Quelques années plus tard, Hobbs devient commissaire de la Commission des accidents industriels de l'État de l'Oregon (en), chargée de recouvrer les taxes dues sur les terres de l'Oregon et de la Californie (en). En 1917, alors que les États-Unis entrent dans la Première Guerre mondiale, elle entame une longue collaboration avec la Croix-Rouge. De 1917 à 1922, elle travaille en Europe, notamment en tant que cheffe de la division des blessés à Paris. À ce poste, Hobbs est chargée de notifier les proches des soldats décédés. Elle retourne en Europe dans les années 1930, travaillant dans la vallée du Rhin lorsqu'elle est occupée par la France.
De retour dans l'Oregon, elle travaille comme secrétaire pour le directeur commercial du journal Oregon Journal (en), et prend sa retraite en 1948.
L'écrivain Stewart Holbrook (en), originaire de l'Oregon, l'a interviewée au début des années 1950, quelques années après son départ à la retraite. Il observe qu'elle « pèse toujours 104 livres (47,2 kg) Ses yeux sont clairs et bleus derrière ses lunettes. Il n'y a pas un seul cheveu gris sur sa tête. Elle vit aussi tranquillement qu'elle l'a toujours fait, à l'exception de ces quelques jours terribles il y a si longtemps [concernant Copperfield]. ». Holbrook note au cours de son entretien que « le sujet de Copperfield l'ennuie » et conclut son récit comme suit :

« She had much rather talk of her two years with the Red Cross in World War I, in France, and with the American Army of Occupation in Germany. That, she says, and her eyes light up, was a real adventure. One gathers that she considers the affair at Copperfield to have been a deplorable incident. »

Fern Hobbs meurt le 10 avril 1964 à l'âge de 80 ans.

### Traductions et citations originales
1. ↑  
« Armée ? Oui, je le suis. J'ai un sac de toilette, un portefeuille et un parapluie. Je ne pense pas pouvoir faire beaucoup de dégâts avec cela. Est-ce que j'ai l'air d'une Carrie Nation ? »
2. ↑  
« En Angleterre, l'histoire de Copperfield a échappé à toute limite. On y lit que Miss Hobbs est partie pour l'enfer à la tête d'une batterie complète d'artillerie de campagne, plus des mitrailleurs, dans un train spécial ; qu'elle a donné des ordres à ses troupes et leur a demandé de dégainer et d'entraîner les lourdes pièces sur la ville condamnée. »
3. ↑  « still weighs 104 pounds. Her eyes are clear and blue behind her glasses. There is not a gray hair on her head. She lives as quietly as she has always lived, except for those dreadful few days so long ago [concerning Copperfield] ».
4. ↑  
« Elle préfère de loin parler de ses deux années passées avec la Croix-Rouge pendant la Première Guerre mondiale, en France, et avec l'armée d'occupation américaine en Allemagne. C'était une véritable aventure, dit-elle, et ses yeux s'illuminent. On comprend qu'elle considère l'affaire de Copperfield comme un incident déplorable. »